# Раздрогин, Виталий Анатольевич
Виталий Анатольевич Раздрогин (10 ноября 1973, Омск, СССР) — советский и российский футболист, нападающий. Воспитанник омского «Шинника». За местную команду «Иртыш» сыграл 12 сезонов с 1991 по 1998, и с 2001 по 2004 год, провёл 328 матчей и забил 51 гол. В 1996 и 1997 годах становился лучшим игроком клуба по версии болельщиков. Играл в высшем дивизионе Казахстана за астанинский «Женис», где в 1999 году стал лучшим бомбардиром клуба с 14 забитыми голами.
После завершения профессиональной карьеры, работал спортивным инструктором.

## Достижения
- Чемпион Второго дивизиона, зоны «Восток»: 1996
- Серебряный призёр Первой лиги (2): 1992, 1993